# Arthur Quiller-Couch
Sir Arthur Thomas Quiller-Couch (21. listopadu 1863 Bodmin, Cornwall – 12. května 1944 Cornwall) byl britský spisovatel, který publikoval pod pseudonymem Q. Byl plodným romanopiscem a je připomínán především díky publikaci The Oxford Book of English Verse 1250–1900 (později rozšířené do roku 1918) a díky své literární kritice.

## Životopis
Arthur Quiller-Couch – syn Thomase Quillera-Couche (1826–1884), který byl známým lékařem, folkloristou a historikem, a Mary roz. Fordové (1842). Arthur měl dvě sestry, které byly také spisovatelky a folkloristky: Florence Mabel (1866–1924) a Lilian (1867) a dva bratry: Harolda (1872) a Cyrila (1877–1915). Byl třetím v řadě intelektuálů z rodiny Couchů. Jeho děda Jonathan Couch (1789–1863) byl přírodovědec, lékař, historik, klasicista, lékárník a ilustrátor (zejména ryb), se oženil s Jane roz. Quiller (1790–1857).
Arthur se oženil s Louisou roz. Hicksovou (1861), spolu měli dvě děti. Jeho syn, Bevil (1890–1919), byl válečný hrdina a básník, jehož romantické dopisy snoubence, básnířce May Wedderburn Cannanové (1893–1973), vyšly v Tears of War. Skotský spisovatel Kenneth Grahame napsal první vydání své knihy The Wind in the Willows Arthurově dceři Foy (1899–1968).
Vzdělával se na Newton Abbot Proprietary College, navštěvoval Clifton College a Trinity College v Oxfordu, kde získal titul First in Classical Moderations (1884) a Second in Greats (1886). Od roku 1886 pracoval krátkou dobu jako lektor klasiky na Trinity. Poté, co získal novinářské zkušenosti v Londýně, hlavně jako přispěvatel do časopisu The Speaker, během roku 1891 se přesídlil do Fowey v Cornwallu.
V Cornwallu byl aktivním politickým pracovníkem Liberální strany. V roce 1910 byl povýšen do rytířského stavu, v roce 1928 byl jmenován bardem cornwallské kulturní společnosti Gorseth Kernow a přijal bardské jméno Marghak Cough („Rudý rytíř“). Byl prezidentem Village Drama Society, která sídlila v Kelly House v Devonu a předsedou Royal Fowey Yacht Club od roku 1911 až do své smrti.
Sir Arthur Thomas Quiller-Couch zemřel doma v květnu 1944 poté, co ho v březnu předchozího roku při každodenní procházce do Royal Fowey Yacht Clubu zranil džíp poblíž jeho domu v Cornwallu.

### Literární a akademická kariéra
V roce 1887, kdy studoval na Oxfordu, vydal román Dead Man's Rock ve stylu Ostrova pokladů Roberta Louise Stevensona a později The Astonishing History of Troy Town (1888), komický román odehrávající se ve smyšlené verzi jeho rodného města Fowey, a The Splendid Spur (1889). Proslavil se povídkou „The Rollcall of the Reef“, která vznikla na základě ztroskotání lodi HMS Primrose v roce 1809 na cornwallském pobřeží. Během roku 1896 vydal sérii kritických článků Adventures in Criticism a v roce 1898 publikoval dokončení nedokončeného románu Roberta Louise Stevensona St Ives.
Už v době svého působení v Oxfordu byl znám jako autor vynikajících veršů. S výjimkou parodií nazvaných Green Bays (1893) bylo jeho básnické dílo obsaženo v Poems and Ballads (1896). V roce 1895 vydal antologii z anglické lyriky 16. a 17. století The Golden Pomp, po níž v roce 1900 následovala Oxford Book of English Verse, 1250–1900, která byla všeobecnou antologií anglického verše až do roku 1972, kdy vyšla New Oxford Book of English Verse Helen Gardnerové. V roce 1910 vydal pohádky The Sleeping Beauty and other Fairy Tales ze staré francouzštiny. Byl autorem řady populárních románů z cornwallského prostředí.
V roce 1912 byl jmenován králem Ewardem VII. profesorem anglické literatury na univerzitě v Cambridgi a tuto pozici si udržel až do konce života. Současně byl zvolen členem Fellowship of Jesus College, kterým byl až do své smrti. Jeho inaugurační přednášky ve funkci profesora anglické literatury byly publikovány jako kniha On the Art of Writing. Někdy je považován za ztělesnění školy anglické literární kritiky, kterou později modifikoval jeho žák F. R. Leavis.
Quiller-Couch byl známý literární kritik, publikoval vydání některých Shakespearových her (v edici New Shakespeare, vydané Cambridge University Press, spolu s Doverem Wilsonem) a několik kritických děl, včetně Studies in Literature (1918) a On the Art of Reading (1920). Redigoval doprovod ke své veršované antologii: Oxford Book of English Prose, která vyšla v roce 1923. Svou autobiografii Memories and Opinions zanechal nedokončenou; byla nicméně vydána v roce 1945.

## Dílo

### Beletrie
- Dead Man's Rock (1887)
- The Astonishing History of Troy Town (1888)
- The Splendid Spur (1889)
- The Blue Pavilions (1891)
- The Delectable Duchy: Stories, Studies and Sketches (1893)
- I Saw Three Ships and Other Winter's Tales (1893)
- Wandering Heath: Stories, Studies, and Sketches (1895)
- Ia, A Love Story (1896)
- St Ives (1898), completing an unfinished novel by Robert Louis Stevenson.
- Noughts and Crosses: Stories, Studies and Sketches (1898)
- The Ship of Stars (1899)
- A Fowey Garland (1899)
- Old Fires and Profitable Ghosts (1900)
- The Westcotes (1902)
- The White Wolf and Other Fireside Tales (1902)
- Hetty Wesley (1903) (This was based on the life of the poet Mehetabel Wesley Wright.)
- The Adventures of Harry Revel (1903)
- Fort Amity (1904)
- The Shining Ferry (1905)
- Shakespeare's Christmas and Other Stories (1905)
- The Mayor of Troy (1906)
- Sir John Constantine (1906)
- Merry Garden and Other Stories (1907)
- Poison Island (1907)
- Major Vigoureaux (1907)
- True Tilda (1909)
- Corporal Sam and Other Stories (1910)
- Lady Good-for-Nothing: A Man's Portrait of a Woman (1910)
- Brother Copas (1911)
- Hocken and Hunken: A Tale of Troy (1912)
- My Best Book (1912)
- News from the Duchy (1913)
- Nicky-Nan, Reservist (1915)
- Mortallone and Aunt Trinidad: Tales of the Spanish Main (1917)
- Foe-Farrell: A Romance (1918)
- Castle Dor (1962) This novel was left unfinished at his death, and completed by Daphne Du Maurier.

Souborné vydání Q. beletrie vyšlo pod názvem Tales and Romances (30 svazků, 1928–1929).

### Verše
- Green Bays, Verses and Parodies (1893)
- Poems and Ballads (1896)
- The Vigil of Venus and Other Poems (1912)

### Kritika a antologie
- The Golden Pomp, a procession of English lyrics from Surrey to Shirley (1895)
- Adventures in Criticism (1896; 2nd edition, 1924)
- Oxford Book of English Verse, 1250–1900 (1900)
- From a Cornish Window (1906)
- English Sonnets (Published in 1897, reprinted in 1910)
- The Sleeping Beauty and other Fairy Tales from the Old French (1910)
- The Oxford Book of Ballads (1911)
- In Powder and Crinoline: Old Fairy Tales Retold (1913)
- On the Art of Writing (1916)
- Notes on Shakespeare's Workmanship (1917)
- Studies in Literature: First Series, Studies in Literature: Second Series and Studies in Literature: Third Series (1918, 1922, 1929)
- On the Art of Reading (1920)
- The Oxford Book of Victorian Verse (1922)
- Oxford Book of English Prose (1923)
- The Poet As Citizen and Other papers (Macmillan, 1935)

### Autobiografie
- Memories and Opinions (unfinished, published 1945)

### V češtině
- Shakespearovy vánoce a jiné povídky – přeložil a studií opatřil J. J. David. Hradec Králové, Bohdan Melichar, 1910[1]
- Zloděj – úvod František Sekanina, in: 1000 nejkrásnějších novel... č. 87; ze sbírky Shakespearovy vánoce př. František Štěpánek. Praha: J. R. Vilímek, 1915
- Zlatý hrad – Arthur Quiller-Couch, Daphne du Maurierová; př. Emanuel a Taťána Tilschovi; doslov napsal Radoslav Nenadál. Praha: Československý spisovatel, 1973